# Президент Сьерра-Леоне
Президент Сьерра-Леоне — глава государства и правительства, а также главнокомандующий вооружёнными силами Сьерра-Леоне. Президент также назначает с согласия парламента вице-президента и министров.
Пост президента был учреждён в 1971 году, когда премьер-министр Сиака Стивенс упразднил монархию (при которой главой государства считалась королева Великобритании, представленная генерал-губернатором) и сам возглавил страну. По действующей конституции, принятой в 1991 году, президент избирается всенародным голосованием на пятилетний срок и не может быть переизбран более одного раза. Для победы кандидату необходимо получить более 55 % голосов, в случае, если ни один из кандидатов не получил достаточной поддержки, назначается второй тур выборов, в который выходят два кандидата, получившие наибольшее количество голосов в первом туре и где для победы достаточно получить более 50 %. Кандидат в президенты должен быть уроженцем страны не моложе 40 лет, свободно владеть английским языком и иметь официальную поддержку от какой-либо политической партии. В случае смерти или отставки президента исполнение обязанностей до досрочных выборов принимает на себя вице-президент.

## Список президентов
|   | Портрет | Имя                                                           | Вступил в должность | Покинул должность | Политическая партия          | Выборы    | Должность                                                                                        |
| - | ------- | ------------------------------------------------------------- | ------------------- | ----------------- | ---------------------------- | --------- | ------------------------------------------------------------------------------------------------ |
| - |         | Кристофер Окоро Коул (1921—1990) англ. Christopher Okoro Cole | 19 апреля 1971      | 21 апреля 1971    | -                            | -         | И. о. Президента как бывший Генерал-губернатор                                                   |
| 1 |         | Сиака Стивенс (1905—1988) англ. Siaka Stevens                 | 21 апреля 1971      | 28 ноября 1985    | Всенародный конгресс         | -         | Президент                                                                                        |
| 2 |         | Джозеф Сайду Момо (1947—2003) англ. Joseph Saidu Momoh        | 28 ноября 1985      | 29 апреля 1992    | Всенародный конгресс         | 1985      | Президент                                                                                        |
| - |         | Валентин Страссер (1967-) англ. Valentine Strasser            | 29 апреля 1992      | 17 января 1996    | Военный                      | -         | Председатель Национального временного правящего совета (военного правительства после переворота) |
| - |         | Джулиус Маада Био (1964-) англ. Julius Maada Bio              | 17 января 1996      | 29 марта 1996     | Военный                      | -         | Председатель Национального временного правящего совета                                           |
| 3 |         | Ахмад Теджан Кабба (1932—2014) англ. Ahmad Tejan Kabbah       | 29 марта 1996       | 25 мая 1997       | Народная партия Сьерра-Леоне | 1996      | Президент                                                                                        |
| - |         | Джонни Пол Корома (1960—2003) англ. Johnny Paul Koroma        | 25 мая 1997         | 12 февраля 1998   | Военный                      | -         | Председатель Революционного совета вооружённых сил (военного правительства после переворота)     |
| 3 |         | Ахмад Теджан Кабба (1932—2014) англ. Ahmad Tejan Kabbah       | 13 февраля 1998     | 17 сентября 2007  | Народная партия Сьерра-Леоне | 2002      | Президент (восстановлен в должности)                                                             |
| 4 |         | Эрнест Бай Корома (1953-) англ. Ernest Bai Koroma             | 17 сентября 2007    | 4 апреля 2018     | Всенародный конгресс         | 2007 2012 | Президент                                                                                        |
| 5 |         | Джулиус Маада Био (1964-) англ. Julius Maada Bio              | 4 апреля 2018       | действующий       | Народная партия Сьерра-Леоне | 2018      | Президент                                                                                        |